# 吕剑 (1908年)
吕剑（1908年—2002年），陕西乾县人，中华人民共和国政治人物。
担任中共新疆分局统战部部长、常委。1954年，当选第一届全国人民代表大会代表。